# Tresillo (juego)
El tresillo (denominado también rocambor) es un juego de cartas, muy habitual en España durante el siglo XIX. Es considerado una evolución del juego de naipes denominado El Hombre. Emplea de forma exclusiva baraja española de cuarenta cartas. En cada partida un jugador "el jugador" se enfrenta a los otros dos que se dice "van a la contra". Uno de ellos es "primero" y el otro se denomina "indiferente". El jugador gana si consigue más bazas que cualquiera de sus oponentes y pierde en caso contrario: "puesta" si empata a bazas o "codillo" si consigue menos bazas que cualquiera de sus oponentes. Es habitual que el número de jugadores sea de cuatro (en algunas ocasiones se admite tres), siendo en cada turno solo tres los que efectúan el lance del juego. El cuarto reparte las cartas, es por esta razón por la que se denomina alcalde o zángano.

## Normas
En el caso de cuatro jugadores, el que hace de alcalde reparte, de tres en tres, cartas a los tres jugadores de tal forma que acumulen nueve por jugador. Sobrarán trece cartas que colocan en mazo sobre la mesa para los descartes. Se juega a nueve bazas, por lo que el jugador ganará siempre que consiga cinco bazas o cuatro si sus oponentes hacen tres y dos.